# Ибрахим паша Сирозлу
Ибрахим паша Сирозлу (на турски: İbrahim Paşa, Sirozlu) е османски офицер и администратор.

## Биография
Роден е на Сирос (на турски Сироз), заради което носи прякора Сирозлу. От 27 юни 1831 до 14 октомври 1831 година е валия с чин везир на Босненския еялет по време на въстанието на Хюсеин Градашевич. През април 1832 година е назначен за валия на Островния еялет на Сирос. От 1834/1835 година е валия в Солун.
От ноември/декември 1841 до юли 1843 година е валия на Кония. От юли до октомври 1843 година е валия на Солунския еялет.
Умира през декември 1843 година.